# Niloc Amsterdam
Il Niloc Amsterdam è una squadra di pallamano maschile olandese con sede a Amsterdam.

## Palmarès

### Trofei nazionali
- Campionato dei Paesi Bassi: 2
1959-60, 1960-61.